# Fleming Fjord
Fleming Fjord – fiord Oceanu Arktycznego (Morze Grenlandzkie), położony u wschodnich wybrzeży Grenlandii, u północno-wschodniego wybrzeża Ziemi Jamesona.
Miejsce wykopalisk skamieniałych szczątków zróżnicowanych kręgowców lądowych z późnego triasu, także tropów dużych czworonożnych archozaurów. Ekspedycje z przełomu XX i XXI wieku odkryły wiele skamieniałości, które stanowią podstawę wiedzy na temat fauny grenlandzkiej późnego triasu.
Nazwa pochodzi od nazwiska duńskiego przyrodnika Johna Fleminga.